# Бондарь, Вадим Николаевич
Вади́м Никола́евич Бо́ндарь (род. 7 июня 1963 года) — российский геофизик, депутат Государственной думы третьего созыва.
Окончил Тюменский индустриальный институт. После работал в ОАО Тюменнефтегофизика в должностях от геофизика до заместителя директора (1985—1996). Работал директором АО «Запсибгеофизика» (г. Тюмень), избирался депутатом Тюменской городской Думы. Входил в политсовет партии «Демократический выбор России» и руководил её тюменским региональным отделением. В декабре 1999 года был избран депутатом Государственной Думы РФ третьего созыва по федеральному списку избирательного блока «Союз Правых Сил», был членом фракции «Союз Правых Сил» (СПС), членом Комитета ГД по вопросам местного самоуправления.
Председатель исполкома Межрегионального общественно-политического движения «Западная Сибирь». В ноябре 2000 года был избран председателем Координационного совета региональной организации СПС Ханты-Мансийского автономного округа.
Ныне — председатель Тюменского регионального отделения СПС, член федерального политсовета СПС
Директор межотраслевого Института коммунальных стратегий. 

Директор ОАО Запсибгеофизика (1996—2000). Депутат Тюменского городского Совета народных депутатов (1990—1993), депутат Тюменской городской Думы, председатель комиссии по организации местного самоуправления (1996—1999), депутат Государственной Думы РФ, член комитета по вопросам местного самоуправления (2000—2003).
Руководил и участвовал в исследовательских и прикладных проектах по разработке стратегий развития муниципальных образований, диагностике уровня коррупции и определению возможностей и ограничений системы противодействия коррупции, по оценке качества муниципального управления в различных городах РФ, разработке комплексных муниципальных программ. 

Автор методических пособий и лекционных курсов по вопросам муниципального развития, противодействия коррупции, частно-государственного партнерства. Имеет публикации в различных сборниках и периодических изданиях, в том числе в журналах «Муниципальная власть», «Эксперт», «Общая тетрадь», «Российская муниципальная практика», «Вестник Совета национальной конкурентоспособности». Автор книги «Общество против коррупции. Муниципальные программы противодействия коррупции» (МШПИ, 2008) и соавтор сборников «Противодействие коррупции на муниципальном уровне» (ABAROLI, 2008), «Противодействие коррупции на муниципальном уровне. 2-й вып.» (ABAROLI, 2011) и «Стоп, коррупция» (Библиотека АНРИ, 2010).